# Schönborn (Rhin-Hunsrück)
Pour les articles homonymes, voir Schönborn.
Schönborn est une municipalité du Verbandsgemeinde Simmern, dans l'arrondissement de Rhin-Hunsrück, en Rhénanie-Palatinat, dans l'ouest de l'Allemagne.

## Liens externes

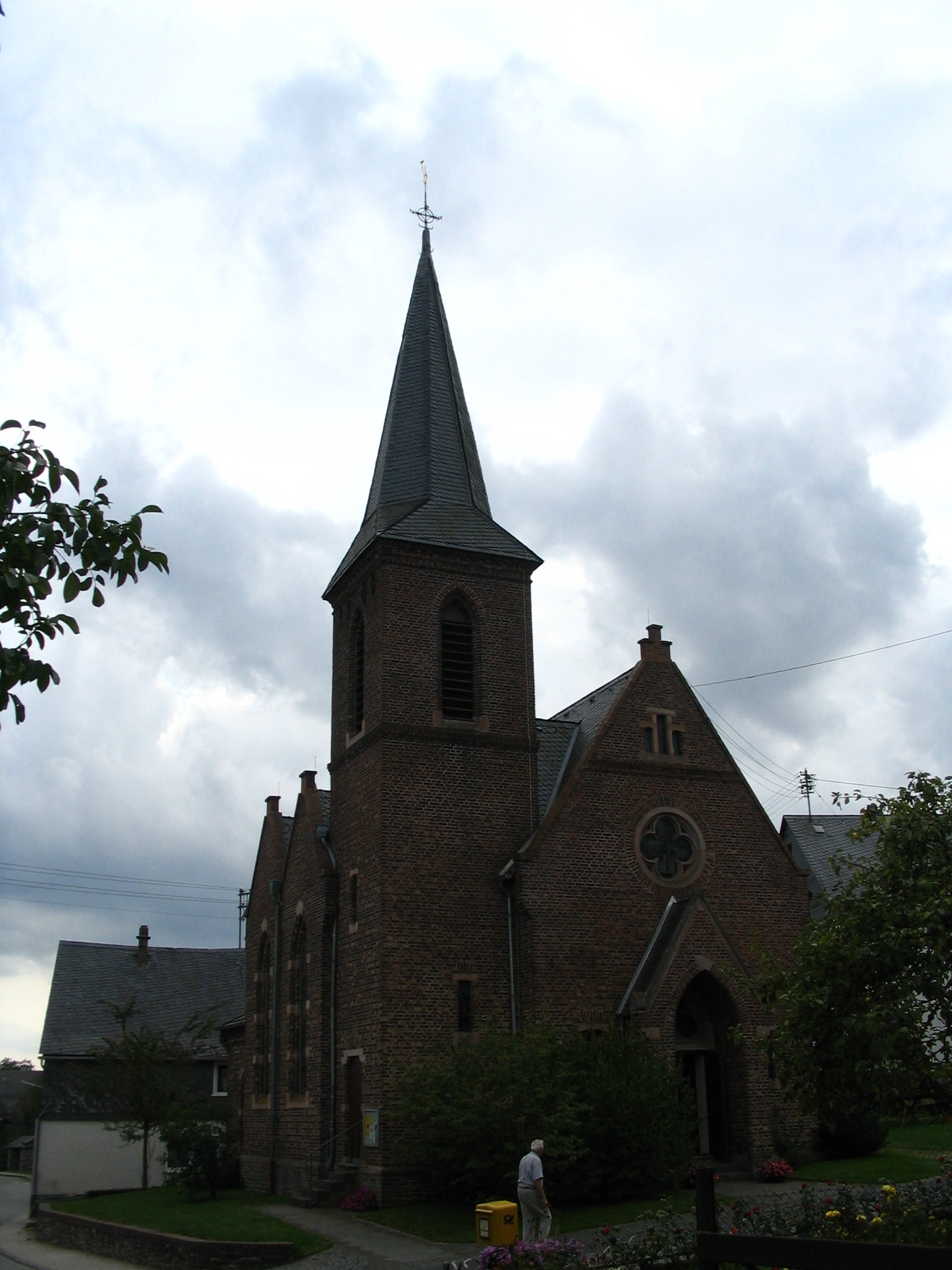
Église évangélique de Schönborn